# Gott soll allein mein Herze haben
Gott soll allein mein Herze haben (BWV 169) ist eine Kirchenkantate von Johann Sebastian Bach. Er komponierte sie 1726 in Leipzig für den 18. Sonntag nach Trinitatis und führte sie am 20. Oktober 1726 erstmals auf.

## Geschichte und Worte
Bach komponierte die Kantate 1726 in seinem vierten Amtsjahr in Leipzig für den 18. Sonntag nach Trinitatis. Sie wird seinem 3. Kantatenzyklus zugerechnet. Die vorgeschriebenen Lesungen für den Sonntag waren 1 Kor 1,4–8 , wo Paulus für die Wirkung des Evangeliums dankt, und Mt 22,34–46 , das Doppelgebot der Liebe.
Christoph Birkmann (1703–1771) als Dichter konzentrierte sich auf die Liebe zu Gott in den Sätzen 2 bis 5, behandelte die Liebe zum Nächsten in Satz 6 und wählte als Schlusschoral die dritte Strophe von Martin Luthers Nun bitten wir den Heiligen Geist.
Er verband das erste Rezitativ mit der folgenden Arie, indem er zwei Gedankengänge mit je einer Zeile des Arientextes begann und mit der bedeutsamen ersten Zeile „Gott soll allein mein Herze haben“ abschloss, als Rückbezug auf dieses „Motto“ der Kantate. Das zweite Rezitativ ist eine Paraphrase von 2 Kön 2,1 , der Himmelfahrt des Elias. Die zweite Arie spricht von dem Gegensatz zwischen der Liebe zu Gott und der Liebe zu weltlichen Dingen und bezieht sich damit auf 1 Joh 2,15–16 .
Bachs einzige andere erhaltene Kantate für diesen Sonntag ist die Choralkantate Herr Christ, der einge Gottessohn, BWV 96 aus dem Jahr 1724. Wie drei andere Kantaten, Geist und Seele wird verwirret, Widerstehe doch der Sünde und Vergnügte Ruh, beliebte Seelenlust, ist „Gott soll allein mein Herze haben“ nur für Altsolo geschrieben, doch im Gegensatz zu den anderen enthält sie einen vierstimmigen Schlusschoral. Drei dieser Kantaten, die alle innerhalb weniger Monate komponiert wurden, benutzen die Orgel als obligates Instrument, vielleicht weil Bach die Verbindung der Altstimme mit bestimmten Orgelregistern mochte. Vielleicht standen auch zufällig sowohl ein versierter Altist als auch ein fähiger Organist zur Verfügung.
Es ist nicht bekannt, ob Bach gezielt nach Texten für eine Solostimme suchte oder ob ihm von einem Geistlichen Texte vorgeschrieben wurden, die individuelle Frömmigkeit betonten und daher die Besetzung durch eine einzige Stimme nahelegten.

## Besetzung und Aufbau
Die Kantate ist gesetzt für Altsolo, vierstimmigen Chor oder Vokalquartett nur im Choral, zwei Oboen, Taille (Tenor-Oboe), zwei Violinen, Viola, obligater Orgel und Basso continuo.
1. Sinfonia
2. Arioso: Gott soll allein mein Herze haben
3. Aria: Gott soll allein mein Herze haben
4. Recitativo: Was ist die Liebe Gottes
5. Aria: Stirb in mir, Welt, und alle deine Liebe
6. Recitativo: Doch meint es auch dabei
7. Chorale: Du süße Liebe, schenk uns deine Gunst

## Musik
Wie in einigen anderen Werken benutzte Bach in dieser Kantate auch Musik, die er zuvor komponiert hatte. Der erste Satz (Sinfonia) und Satz 5 gehen auf ein verlorenes Solo-Konzert zurück, das er, vielleicht für Oboe oder Flöte, wahrscheinlich während seiner Zeit in Köthen (1717–23) komponiert hatte. Dieses Konzert diente ihm später als Grundlage für sein Cembalokonzert BWV 1053, komponiert um 1739. Nach John Eliot Gardiner könnte die Musik auch als Orgelkonzert für die 1725 neue Silbermann-Orgel in der Sophienkirche Dresden gedient haben. Bach benutzte den ersten Satz des Konzerts, in Da-capo-Form, als eine ausgedehnte instrumentale Einleitung. Dabei wies er den Solopart der Orgel zu, das Tutti den Streichern und drei Oboen, deren Stimmen er für die Kantate hinzufügte.
Der erste gesungene Satz ist ein Arioso, das nur vom Continuo begleitet wird. Bach entsprach der Dichtung, indem er die rahmenden Zeilen aus der folgenden Arie als Arioso, die erweiternden Gedanken jedoch als Rezitativ setzte. Die häufige Wiederholung der entscheidenden Zeile „Gott soll allein mein Herze haben“ wirkt wie ein Rondo-Motiv, so Gardiner. In der Arie erinnert die Vertonung der Zeile an das Arioso, jedoch in Gegenbewegung. Gardiner beschreibt, dass Bach in Arioso und Arie den Ermahnungen der Musiktheoretiker seiner Zeit folgte, den Sinn eines Textes zu erfassen (Mauritius Johann Vogt, 1719) mit dem Ziel eines verfeinerten, dem Text entsprechenden musikalischen Ausdrucks, dem eigentlichen Ziel der Musik (Johann David Heinichen, 1711). Die Begleitung der Arie durch die virtuose Orgel verleiht dem Kernsatz zusätzliches Gewicht. Ein einfaches Secco-Rezitativ führt zur zweiten Arie, die wieder, wie die Sinfonia, dem Solokonzert entnommen ist. Die Singstimme ist kunstvoll in das ursprüngliche Material der solistischen Orgel und der Streicher eingeflochten. Nach Alfred Dürr ist die Arie ein Beispiel dafür, wie ein Werk durch seine Verwendung in anderem Zusammenhang gewinnen kann, wie es auch im Agnus Dei aus Bachs h-Moll-Messe der Fall ist. Der Text der Arie ist ein Abschied an die Liebe in der Welt: „Stirb in mir, Welt und alle deine Liebe“. Die Musik ist im langsamen Satz des Cembalokonzerts als „Siciliano“ bezeichnet. Der Charakter der Arie wurde mit der Arie des bereuenden Petrus „Erbarme dich“ aus Bachs Matthäus-Passion verglichen.
Nachdem die Liebe zu Gott in großer Ausführlichkeit in den ersten Sätzen behandelt wurde, erscheint die Liebe zum Nächsten lediglich in einem knappen Rezitativ, das zum Schlusschoral führt. Im Choral wird der Heilige Geist um Beistand gebeten, „dass wir uns von Herzen einander lieben und im Frieden an einem Sinn bleiben“.

## Einspielungen
- J. S. Bach: Cantatas BWV 157 & BWV 169. Diethard Hellmann, Kantorei & Kammerorchester der Christuskirche Mainz, Lotte Wolf-Matthäus. Cantate, 1958.
- Maureen Forrester sings Bach & Handel. Antonio Janigro, I Solisti di Zagreb, Maureen Forrester. Vanguard, 1964.
- J. S. Bach & Handel: Solo Cantatas & Vocal Works. Yehudi Menuhin, Bath Festival Orchestra, Janet Baker. EMI, 1966.
- J. S. Bach: Cantates BWV 161 & BWV 169. Frigyes Sándor, Kammerchor und Orchester der Franz-Liszt-Musikakademie, Julia Hamari. Hungaroton, 1966.
- J. S. Bach: Das Kantatenwerk – Sacred Cantatas Vol. 9. Nikolaus Harnoncourt, Tölzer Knabenchor, Paul Esswood, Teldec, 1987.
- Bach Kantaten BWV 35, BWV 169, BWV 49 (Sinfonia). Hartmut Haenchen, RIAS Kammerchor, Kammerorchester Carl Philipp Emanuel Bach, Jochen Kowalski. Berlin Classics, 1994.
- Bach Cantatas Vol. 9. John Eliot Gardiner, Monteverdi Choir, English Baroque Soloists, Nathalie Stutzmann. Soli Deo Gloria, 2000.
- J. S. Bach: Complete Cantatas Vol. 17. Ton Koopman, Amsterdam Baroque Orchestra & Choir, Bogna Bartosz. Antoine Marchand, 2002.
- Bach Cantatas. (BWV 82, BWV 169, BWV 200 etc. Hoffmann: BWV 53.) Julia Schröder, Kammerorchester Basel, Andreas Scholl, sowie Junko Takamaya, Michael Feyfar und Raitis Grigalis (im Choral). Decca, 2010.[5][6]
- Gott soll allein mein Herze haben. Rudolf Lutz, Chor und Orchester der J. S. Bach-Stiftung, Claude Eichenberger. Christiaan Lucas Hart Nibbrig (Reflexion.) DVD. Gallus Media, 2008.
- Bach: Solo Cantatas BWV 35, 169, 170 Bernarda Fink, Freiburger Barockorchester, Petra Müllejans. harmonia mundi, 2009.

Als Solokantate ist das Werk auch für Dirigenten und Solisten interessant, die keine Spezialisten für Alte Musik sind, so gibt es Aufnahmen mit den Dirigenten Rudolf Barshai und Ludwig Güttler.